# Asperula molluginoides
Asperula molluginoides là một loài thực vật có hoa trong họ Thiến thảo. Loài này được (M.Bieb.) Rchb. mô tả khoa học đầu tiên năm 1831.